# Parada (film, 2011)
Parada (srbska cirilica: Парада) je srbska komedija/drama iz leta 2011, ki jo je napisal in režiral Srđan Dragojević. Film, ki obravnava problematiko diskriminacije istospolno usmerjenih v Srbiji, se navezuje na resnične dogodke ob nasilno zatrtem prvem poskusu organizacije parade ponosa v Beogradu leta 2001.
Film je nastal v koprodukciji Srbije, Hrvaške, Makedonije in Slovenije. Kljub kontroverzni tematiki si je film v srbskih kinih ogledalo več kot 350 000 ljudi v prvih 11 tednih predvajanja, 150 000 na Hrvaškem v 8 tednih, 25 000 v Sloveniji, 40 000 v Bosni in Hercegovini in 20 000 v Črni gori.

## Zgodba
Film spremlja skupino aktivistov za pravice istospolno usmerjenih, ki si prizadevajo za organizacijo parade ponosa v Beogradu. Na čelu skupine je Mirko Dedijer, gledališki režiser, ki se mora preživljati z organiziranjem porok. Organizacija tovrstnega dogodka v Srbiji ni preprosto opravilo, kar je dokazal spodleteli poskus 30. junija 2001, ko je množica nasprotnikov nasilno obračunala z udeleženci. Leta 2009 stanje ni veliko boljše – skrajne nacionalistične in desničarske organizacije še vedno grozijo skupnosti in Mirkova prizadevanja so brezplodna, saj policija noče varovati dogodka. Mirkov partner Radmilo, veterinar, se ne ukvarja z aktivizmom in se nerad izpostavlja. Čeprav par poskuša živeti nevpadljivo, oba redno doživljata zavračanje s strani homofobne večine.
Hkrati film predstavi Miška Draškovića »Limuna«, mačističnega srbskega veterana jugoslovanskih vojn v srednjih letih, nekdanjega kriminalca in sedanjega lastnika judo kluba, ki deluje tudi kot podjetje za varovanje (katerega stranke so večinoma posttranzicijski tajkuni in turbo folk pevke). Njegovo mlajše dekle Biserka je lastnica lepotilnega salona. Limunov sin iz prejšnjega zakona, Vuk, dela v avtomobilski servisni delavnici in je pripadnik skrajne desničarske tolpe, ki pogosto napada homoseksualce.
Življenja obeh parov se prepletejo, ko Radmilo reši življenje Limunovemu ustreljenemu buldogu, medtem ko Biserka namerava najeti Mirka za organizacijo njene in Limunove poroke. Srečanje četverice se zavoljo Limunovega nasilnega in nestrpnega obnašanja slabo konča, kar je povod za to, da se Mirko odloči za vedno zapustiti državo, Biserka pa zapusti Limuna.
Biserka prekine vse stike z Limunom, vendar pokliče Mirka, da bi se mu opravičila. Na telefon se oglasi Radmilo in ko se seznani z okoliščinami, naredi načrt: Limunu ponudi organizacijo poroke v zameno za varovanje parade ponosa. Limun nerad pristane na sodelovanje in Biserka se vrne k njemu, vendar se pojavi nova težava, ko Limunovo osebje zavrne varovanje homoseksualcev. V iskanju nove ekipe se Limun in Radmilo odpravita na potovanje po nekdanji Jugoslaviji.
Pridružijo se jima trije Limunovi znanci iz časa vojne: Hrvat Roko, Bošnjak Halil in kosovski Albanec Azem.

## Zasedba
- Nikola Kojo kot Limun
- Hristina Popović kot Biserka, Limunova partnerka
- Miloš Samolov kot Radmilo
- Goran Jevtić kot Mirko, Radmilov partner
- Goran Navojec kot Roko
- Dejan Aćimović kot Halil Zubović
- Toni Mihajlovski kot Azem
- Nataša Marković kot Lenka, aktivistka
- Mladen Andrejević kot Đorđe, aktivist
- Relja Popović kot Vuk, Limunov sin iz prejšnjega zakona
- Radoslav Milenković kot Kecman, pokvarjeni policijski inšpektor
- Mira Stupica kot babica Olga
- Marko Nikolić kot Bogdan, Radmilov oče
- Branimir Popović kot Zvonce
- Bojan Navojec kot Žuko, Rokov brat
- Saša Petrović kot Ibro
- Anita Mančić kot Tamara, Limunova bivša žena

## Produkcija
Scenarist in režiser Srđan Dragojević si je film po lastnih navedbah zamislil poleti 2001 ob spremljanju nasilja, ki je zaznamovalo prvi poskus parade ponosa v Beogradu. Prvi osnutek scenarija je napisal leta 2004, h kateremu se je, potem ko ni uspel pridobiti sredstev za svoj drugi projekt »1999«, vrnil leta 2007. Zgodbo je poskušal umestiti v različne filmske zvrsti in se končno odločil za politično nekorektno komedijo. Končno različico scenarija je dodelal v treh tednih poleti 2008.
Do jeseni 2009 je bil Dragojević pripravljen na snemanje filma in nameraval zaključni prizor parade ponosa posneti na resnični paradi 20. septembra 2009, ki pa so jo iz varnostnih razlogov odpovedali. Snemanje se je tako začelo na paradi 10. oktobra 2010 in nadaljevalo konec marca 2011 na različnih lokacijah na Hrvaškem (Pag, Rab in Obrovac) ter v Makedoniji (Bitola).
Po navedbah producentke Biljane Prvanović je proračun Parade znašal 1,3 milijona evrov, financirali pa so ga sklad Sveta Evrope Eurimages, Hrvaški avdiovizualni center (HAVC), ministrstvo za kulturo Srbije, ministrstvo za kulturo Slovenije, ministrstvo za kulturo Makedonije ter veleposlaništva Nemčije, Nizozemske in Francije v Beogradu, kot tudi srbska podjetja Dunav Osiguranje, Prva Srpska Televizija in Serbia Broadband. Dragojević se je v intervjujih pritoževal, da mu je več kot sto podjetij v Srbiji zavrnilo financiranje, ker niso hotela biti povezana s filmom z gejevsko tematiko.

## Izid
Po prikazu za medije 28. oktobra 2011 je bila Parada premierno predvajana v beograjskem Sava Centru 31. oktobra in v kinih od 1. novembra. Premiera v Novem Sadu je potekala 1. novembra in v Nišu 18. novembra. V Črni gori je bila premiera 16. novembra v Podgorici.
Konec januarja 2012 je srbsko ministrstvo za izobraževanje in znanost (na čelu z ministrom Žarkom Obradovićem in njegovim namestnikom Zoranom Kostićem iz Socialistične partije Srbije) povabilo direktorje osnovnih in srednjih šol v državi na brezplačen ogled filma. Zamisel, za katero je stal režiser Dragojević, je bila organizirati brezplačne oglede (na stroške distributerja in kinematografov) za ravnatelje in učitelje, ki bi se nato sami odločili, ali bi organizirali ogled filma za učence po znižani ceni kot izhodišče na temo homoseksualnosti pri predmetu državljanske vzgoje. Nekateri so podporo ministrstva filmu kritizirali kot vmešavanje v šolski program in kot državno podporo zasebnemu projektu.
V Bosni in Hercegovini je bila premiera sprva samo v Republiki Srbski, 7. novembra v Bijeljini in 10. decembra v Banji Luki.
Na Hrvaškem so premiere potekale od 12. do 14. decembra. Spočetka se je razpravljalo, ali bi bilo film potrebno podnasloviti v hrvaščino, vendar se distributer naposled za to ni odločil. Tako kot v Srbiji se je tudi na Hrvaškem občinstvo odzvalo v velikih številkah. Po prvem dnevu predvajanja v sedmih kinematografih si je Parado ogledalo 1500 ljudi, kar je po trditvah tamkajšnjega distributerja primerljivo z večjimi hollywoodskimi uspešnicami. Po prvotno pričakovanih 60 000 gledalcih – kar bi bilo več, kot dosežejo v enem letu vsi hrvaški filmi skupaj – si je Parado ogledalo več kot 150 000 gledalcev, s čimer je prehitela film Kaj je moški brez brkov na drugem mestu najbolj gledanih filmov na Hrvaškem. Sredi marca je dubrovniška škofija prepovedala prikazovanje filma v tedaj edini kinodvorani v Dubrovniku, saj naj bi po besedah dubrovniškega škofa promoviral greh homoseksualnosti in za škofijo nesprejemljiv pogled na domovinsko vojno.
V Makedoniji je bila premiera 16. decembra v Skopju in 17. v Bitoli. V Sloveniji je bila Parada premierno predvajan 20. decembra v Ljubljani. Marca 2012 je prejela zlato rolo, nagrado, ki jo prejmejo slovenski filmi in koprodukcije za vsakih 25 000 gledalcev.
25. januarja 2012 se je film začel predvajati tudi v Federaciji Bosne in Hercegovine. 2. marca je vstopil v kinematografe v Avstriji.